# Papiro di laurea
Un papiro di laurea è un documento, spesso creato in modo artistico e umoristico, che commemora e celebra il completamento degli studi universitari di uno studente. Questa tradizione ha le sue origini nelle università europee medievali e rinascimentali ed è particolarmente radicata nelle università italiane.

## Origini storiche
I papiri di laurea hanno una radice storica che risale agli usi e costumi degli studenti universitari dei secoli passati, in particolare nel contesto delle università medievali europee. Questi papiri rappresentano una tradizione goliardica, ovvero un insieme di pratiche scherzose e festose coltivate dagli studenti goliardi, che erano membri di confraternite o gruppi informali di studenti noti per il loro spirito ribelle, la loro voglia di divertimento e il loro senso di comunità.
Le origini degli "papiri di laurea" sono legate alla pratica dell'iniziazione delle matricole, ovvero dei nuovi studenti universitari, da parte degli studenti più anziani. Questa iniziazione poteva comprendere scherzi, prove umoristiche, richieste di pagamento simbolico e altre attività volte a mettere alla prova la resistenza e l'ingegno delle matricole. Una volta superata questa fase, le matricole potevano ricevere un documento, il cosiddetto "papiro di laurea", che attestava il loro ingresso nella comunità degli studenti universitari e il pagamento delle "tasse" richieste dagli studenti anziani.
Nel corso dei secoli, la tradizione dei papiri di laurea ha subito variazioni e reinterpretazioni: la celebrazione dell’importante traguardo dell'ottenimento della laurea è divenuto elemento centrale di questa pratica.

## Contenuto e descrizione
Il termine "papiro" fa riferimento al supporto utilizzato in epoche passate, ma nell'ambito dei "papiri di laurea", si riferisce a un documento realizzato su carta o pergamena che raccoglie scherzi, caricature, frasi divertenti, aneddoti e simboli legati alle esperienze vissute dallo studente durante il suo percorso di studio universitario. Questi documenti sono spesso creati da colleghi studenti, amici o compagni di corso e rappresentano un modo di celebrare in modo unico e personale la conclusione del periodo di formazione accademica.
I papiri di laurea possono contenere una varietà di elementi, come disegni umoristici, giochi di parole, citazioni, riferimenti a professori e compagni di corso, momenti significativi dell'esperienza universitaria e altri dettagli che rappresentano la vita studentesca. Questi documenti vengono spesso consegnati al laureando durante la cerimonia di laurea o in occasione di feste e celebrazioni organizzate dagli amici e dai compagni di studio.

## In epoca contemporanea
La pratica del "papiro di laurea" ha mantenuto molte delle sue caratteristiche fondamentali nel corso dei secoli, ma ha subito anche adattamenti alle esigenze e alle tecnologie moderne. Oggi, i papiri di laurea sono spesso visti come una combinazione di tradizione e creatività contemporanea. Ecco alcune delle caratteristiche tipiche della pratica dei papiri di laurea oggi:
1. Espressione creativa: Come nel passato, i papiri di laurea continuano a essere un'opportunità per l'espressione creativa. Gli studenti usano illustrazioni, design grafici, citazioni, giochi di parole e altri elementi per creare documenti unici che riflettono la loro personalità e le loro esperienze durante il percorso di studio. La rappresentazione del festeggiato (lo studente che si sta laureando) è quasi sempre caricaturale: molti caricaturisti si sono specializzati proprio nel disegno di caricature personalizzate per papiri di laurea.
2. Celebrazione e umorismo: La celebrazione del completamento degli studi e l'umorismo rimangono caratteristiche importanti dei papiri di laurea moderni. Gli studenti scherzano su situazioni accademiche, professori, compagni di corso e situazioni comiche che hanno vissuto durante gli anni universitari.
3. Variazioni stilistiche: Oggi, i papiri di laurea possono variare notevolmente nello stile e nel formato. Alcuni possono essere elaborati e dettagliati, mentre altri possono essere più minimalisti e concisi. L'uso di software di progettazione grafica e la facilità di condividere contenuti online hanno contribuito a un'ampia varietà di approcci creativi.
4. Digitalizzazione: Con l'avvento delle tecnologie digitali, alcuni studenti scelgono di creare papiri di laurea digitali, che possono essere condivisi su piattaforme online o inviati tramite messaggi e-mail. Questa digitalizzazione consente di raggiungere un pubblico più ampio e di condividere facilmente il proprio lavoro.